# Connie e Carla
Connie e Carla (Connie and Carla) è un film commedia del 2004 diretto da Michael Lembeck e interpretato da Nia Vardalos e Toni Collette.

## Trama
Dopo aver assistito accidentalmente a un omicidio di mafia a Windy City, le amiche Connie e Carla lasciano la città per Los Angeles, dove iniziano a lavorare sotto copertura come drag queen.